# Supercriminale

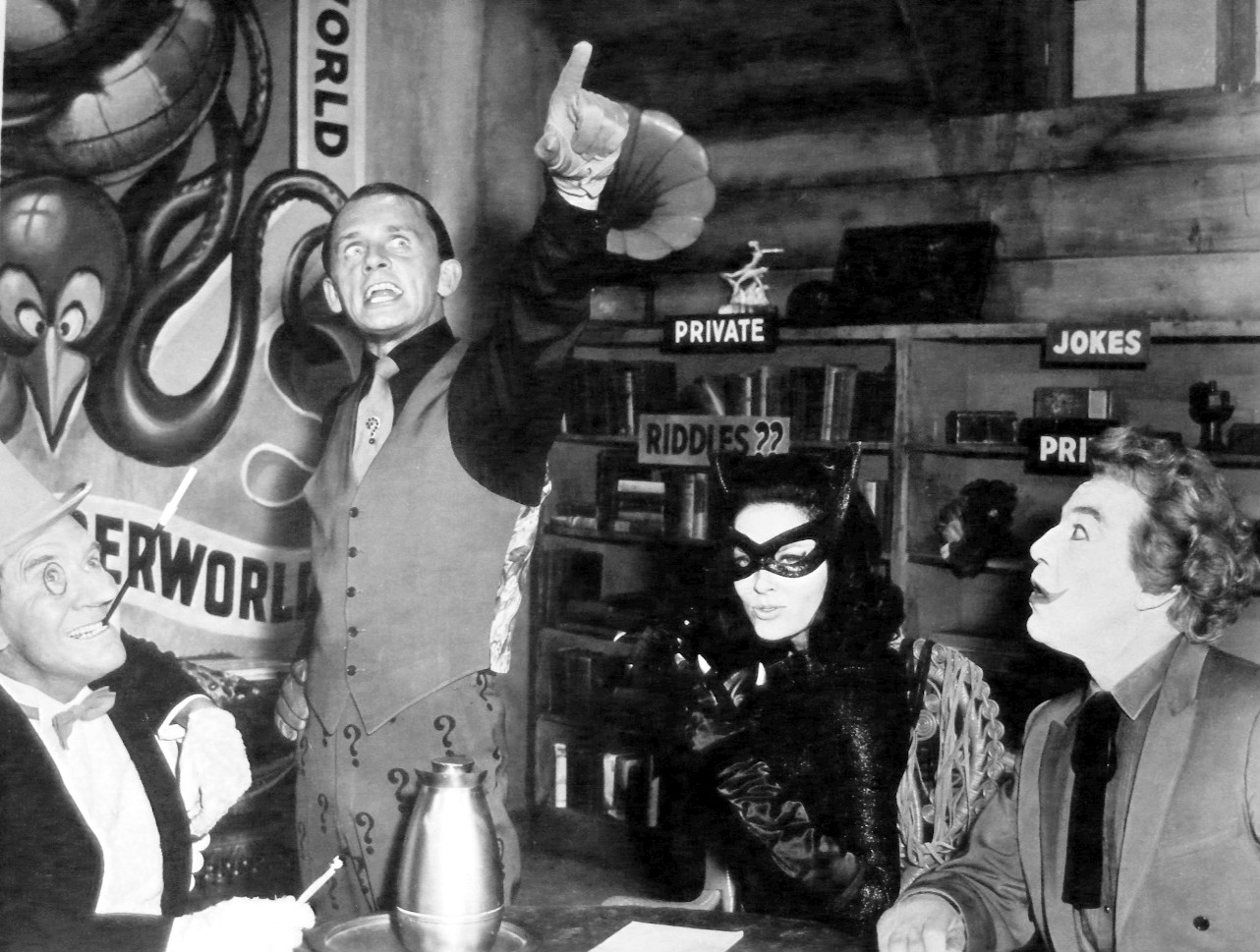
I più noti supercriminali avversari di Batman, in una scena del film Batman del 1966. Da sinistra a destra: il Pinguino, l'Enigmista, Catwoman e il Joker.

Un supercriminale (in inglese, supervillain), talvolta detto supercattivo o supervillano, è un personaggio immaginario caratterizzato come "cattivo", comunemente presente nelle storie di supereroi, dei quali costituisce l'antagonista.
La figura del supercriminale, come la conosciamo oggi, affonda le sue radici nella letteratura e nel cinema tra l’Ottocento e i primi del Novecento. Uno dei primi esempi è John Devil, creato da Paul Féval nel 1862, seguito dal machiavellico Colonnello Bozzo-Corona, capo della società segreta Les Habits Noirs, sempre opera di Féval (1863).
Nel documentario A Study in Sherlock, gli sceneggiatori Stephen Moffat e Mark Gatiss hanno definito il Professor Moriarty, apparso per la prima volta ne L'ultima avventura (1893) di Arthur Conan Doyle, un archetipo di supercriminale. La sua genialità e capacità deduttiva lo rendono l’unico vero rivale di Sherlock Holmes.
Altri esempi pionieristici includono Zigomar (1909), un misterioso ladro mascherato a capo della Bande des Z, che ispirò una serie di film diretti da Victorin Jasset tra il 1911 e il 1913: Zigomar, roi des voleurs, Zigomar contro Nick Carter e Zigomar Peau d’Anguille. Ancora più celebre è Fantômas (1911), creato da Marcel Allain e Pierre Souvestre: maestro del crimine e del travestimento, divenne un’icona popolare grazie a cinque film muti diretti da Louis Feuillade tra il 1913 e il 1914.
Ne 1912, lo scrittore inglese Sax Rohmer creò Fu Manchu, archetipo del genio criminale e dello scienziato pazzo. Fu Manchu divenne un simbolo delle rappresentazioni stereotipate dei criminali orientali nel cinema e in televisione, associato al concetto del "pericolo giallo".
Questi personaggi anticiparono gli antagonisti dei serial cinematografici, come The Hooded Terror in The House of Hate (1918), dove l’identità del criminale veniva svelata solo nel finale, in un gioco di suspense e colpi di scena.

## Caratterizzazione
Come i supereroi, anche i supercriminali hanno spesso un'identità segreta, un costume e un nome eccentrico, e sono usati come oppositori per presentare una sfida spaventosa, formidabile o scoraggiante per i supereroi.
Nei casi in cui il supercriminale non ha poteri sovrumani, mistici o alieni, spesso ha un'intelligenza geniale, con la quale può creare macchine incredibili, formulare piani complessi o commettere crimini in modi che gli umani normali non possono fare. I supercriminali sono spesso egocentrici e generalmente hanno poco rispetto per la vita umana degli altri. Successivamente si aggiungono nuove motivazioni: il supercriminale può essere spinto dal desiderio di vendetta (contro un eroe o un'altra persona che lo ha ferito o ridicolizzato), e talvolta agisce anche per una causa nobile, sebbene la serva male (come il mutante Magneto e le sue posizioni dogmatiche). Altri tratti possono includere la megalomania e il possesso di ingenti somme di denaro o risorse sufficienti per perseguire i loro obiettivi. Molti supercriminali condividono alcune caratteristiche tipiche di figure negative della realtà come dittatori, gangster, scienziati pazzi, cacciatori di frodo, uomini d'affari corrotti, serial killer e terroristi, spesso aspirando al dominio del mondo.
Supereroi e supercriminali spesso si rispecchiano a vicenda in termini di poteri, abilità e origini. In alcuni casi, l'unica differenza tra i due è che gli eroi usano le loro capacità straordinarie per aiutare gli innocenti e cercare di migliorare il mondo, mentre i cattivi usano queste capacità per scopi egoistici, distruttivi o crudeli.
Genericamente sono caratterizzati con una personalità deviata ben delineata e con motivazioni che li portano a scegliere la via del "male". Assieme ai supereroi, i supercriminali sono stati trasposti in numerose versioni cinematografiche ed alcuni di essi sono stati interpretati da attori di prestigio, come il Joker, interpretato da Jack Nicholson, Heath Ledger e Joaquin Phoenix, Magneto, interpretato da Ian McKellen e Michael Fassbender, o Lex Luthor, interpretato da Gene Hackman e Kevin Spacey.

## Caratteristiche comuni
- Un obiettivo: conquistare il mondo, accumulare ricchezza, desiderio di vendetta[15].
- Un carattere sociopatico[16].
- Una brillante mente scientifica (vedi la voce scienziato pazzo)[17][18].
- Superpoteri o speciali dotazioni simili a quelle dei supereroi[19].
- Una base segreta[20].
- Un forte trauma che ha scatenato la volontà di rivalsa[21].

## Esempi notevoli
Molti siti web specializzati pubblicano regolarmente classifiche dei migliori supercriminali presenti nei fumetti. Tra i personaggi maschili più presenti si possono citare il Joker, Lex Luthor, Sinestro, Brainiac, Goblin, Loki, Thanos, Magneto, Venom, Sabretooth, Teschio Rosso, Dottor Destino, l'Enigmista, Ra's al Ghul, Darkseid e Galactus. Alcuni esempi di supercriminali femminili sono Cheetah, Catwoman, Mystica, Harley Quinn, Talia al Ghul, Poison Ivy, Hela e Fenice Nera.
Tra i gruppi di supercriminali sono degni di nota i Sinistri Sei, la Squadra Suicida, la Confraternita dei mutanti malvagi, la Legione del Destino, i Signori del Male.

Lex Luthor
Joker
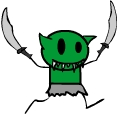
Green Goblin